# Hydrelia aurantiaca
Hydrelia aurantiaca är en fjärilsart som beskrevs av George Francis Hampson 1903. Hydrelia aurantiaca ingår i släktet Hydrelia och familjen mätare. Inga underarter finns listade i Catalogue of Life.